# Leo Fleischmann (Zahnmediziner)
Leo Fleischmann (* 1. März 1871 in Mährisch Aussee; † 13. Januar 1932 in Wien) war ein österreichischer Zahnarzt. Er gilt als Pionier bei der Untersuchung der Gefährlichkeit von Amalgamfüllungen in Zähnen.

## Leben
Nach Studium an den Universitäten Prag und Wien promovierte Fleischmann zum Dr. med. Danach war er Leiter der Quecksilberuntersuchungsstelle der Charité in Berlin. Nach erfolgter Habilitation erhielt er einen Ruf als Privatdozent auf den Lehrstuhl für Zahnheilkunde an der Wiener Universität.
Hier machte er sich unter anderem einen Namen durch Untersuchungen und Veröffentlichungen über den Zusammenhang von Stoffwechselproblemen mit Zahnerkrankungen.
Im Jahr 1922 wurde er zum Präsidenten der Zahnärztlichen Gesellschaft Wien gewählt und behielt dieses Amt bis zu seinem Tod.

## Werke (Auswahl)
- Über den Stand der Frage der Gefährlichkeit der Amalgamfüllungen, in: Deutsche zahnärztliche Wochenschrift, 1928, S. 141–151.
- Ein Fall von Trigeminusneuralgien als Beitrag zur Pathologie und Aetiologie dieser Erkrankung, 1903.[2]
- Das transparente Dentin, 1907.[2]
- Zur Pathogenese der Zahnkaries, 1921.[2]
- Das irreguläre Dentin, in: Handbuch der Zahnheilkunde 1, 1922.[2]